# Harpen (Unternehmen)

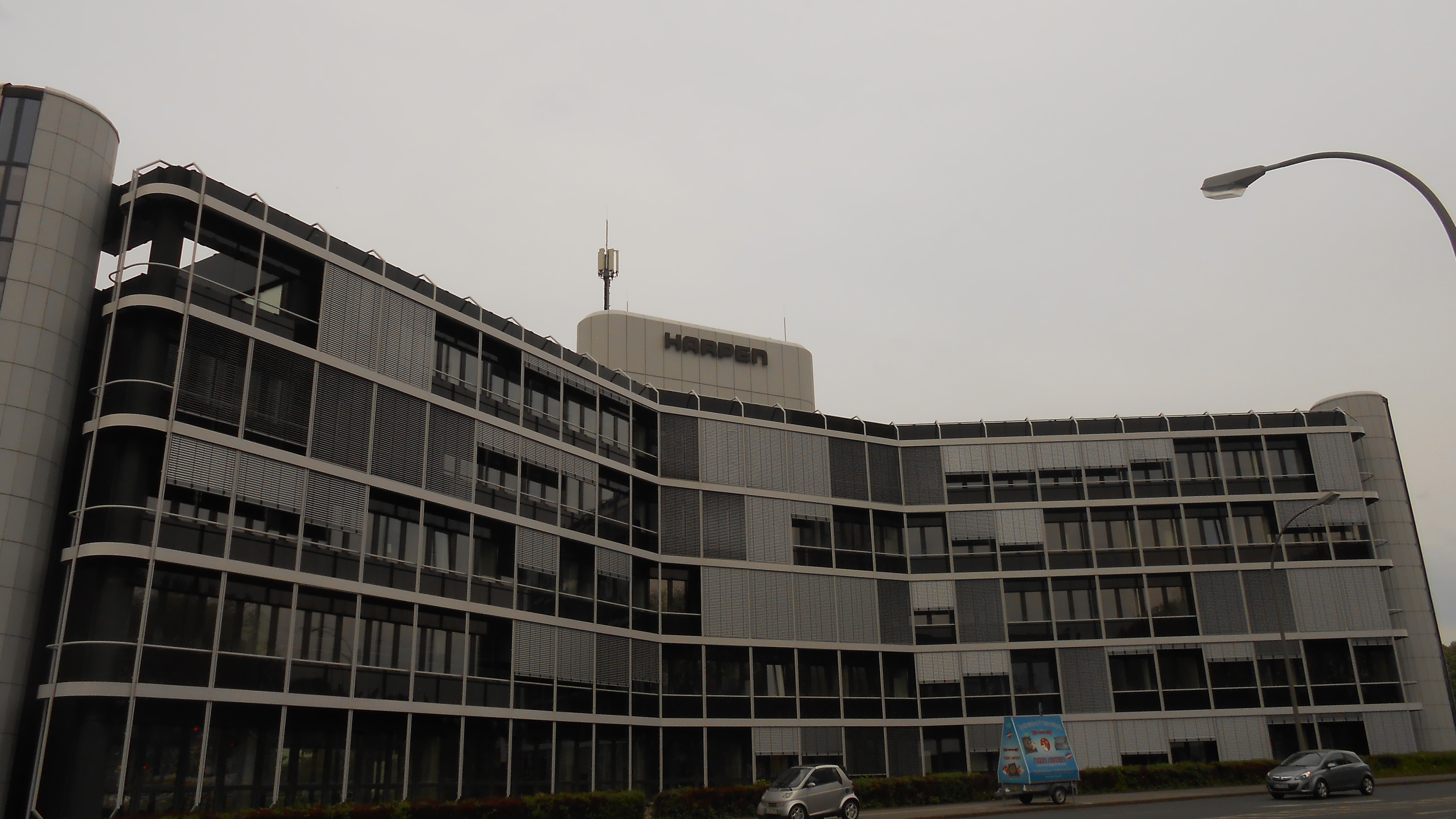
Das Harpen-Gebäude am Westfalendamm (B1) Ecke Voßkuhle, in Dortmund

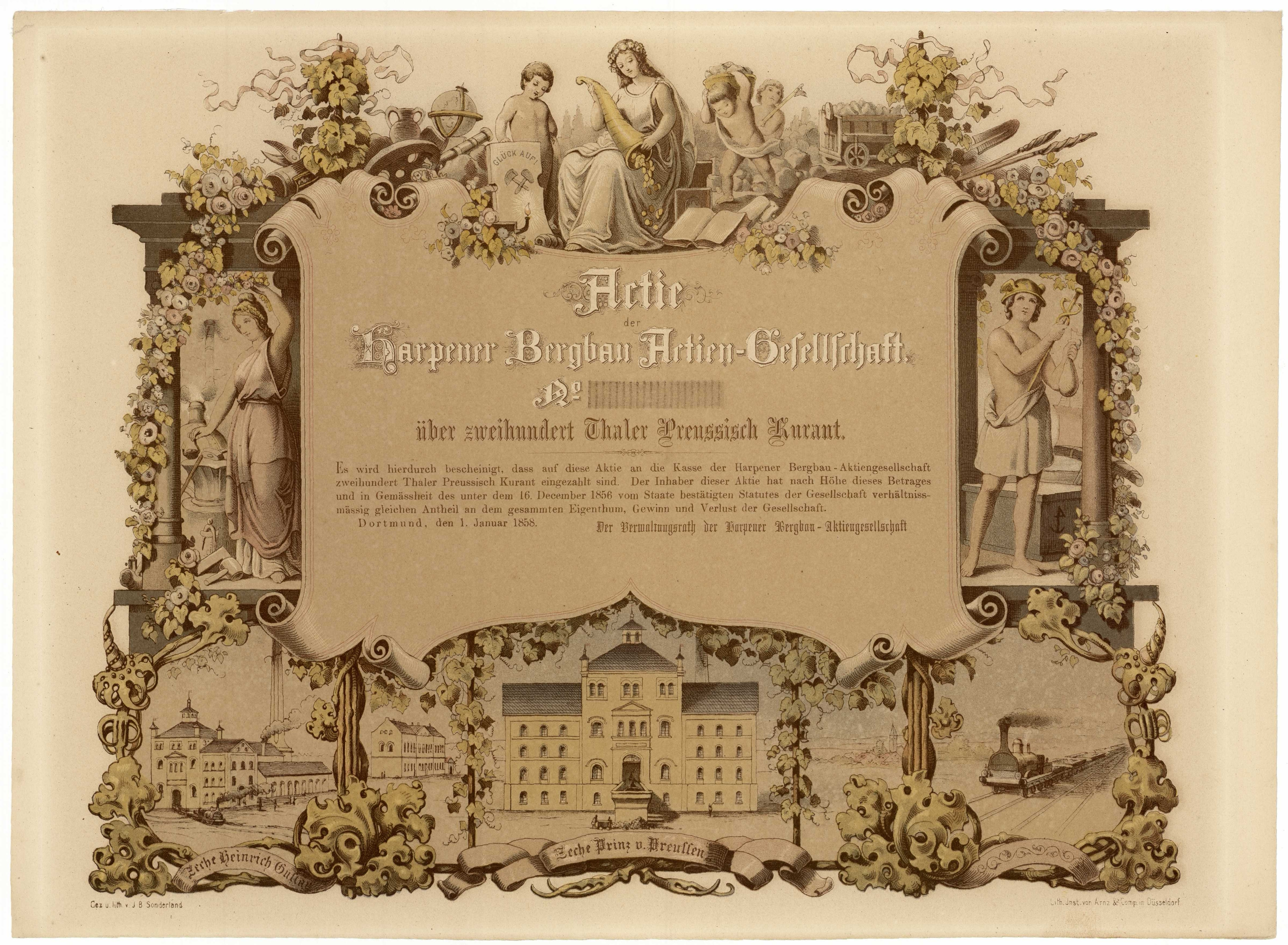
Gründeraktie der Harpener Bergbau AG vom 1. Januar 1858

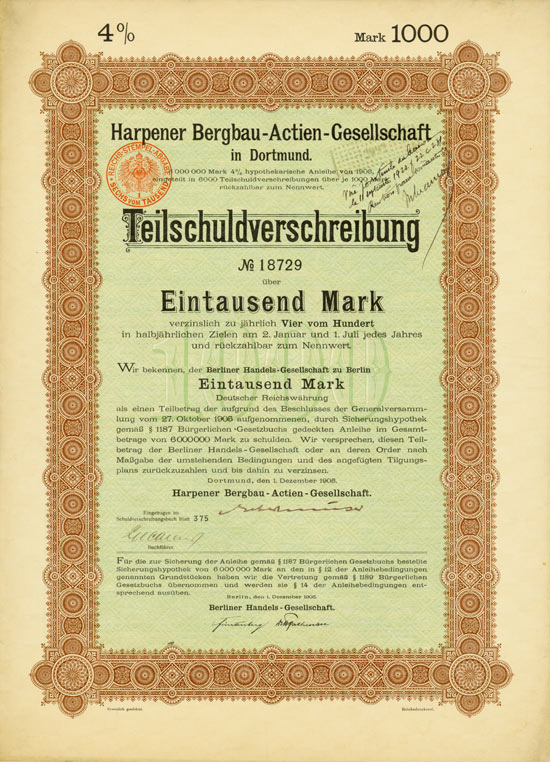
Teilschuldverschreibung über 1000 Mark der Harpener Bergbau-AG vom 1. Dezember 1905

Die Harpen Immobilien GmbH (vormals:  Harpen AG, vorvormals: Harpener Bergbau AG) ist ein deutsches Unternehmen der Immobilienwirtschaft mit Sitz in Dortmund.
Seit 2012 befindet sich das Unternehmen im Besitz von Albrecht Knauf.

## Geschichte
Das Bergbauunternehmen Harpener Bergbau AG wurde 1856 in Dortmund gegründet. Der Name bezieht sich auf das Dorf Harpen, heute ein Stadtteil von Bochum, das mitten im Felderbesitz der Gesellschaft lag. 1870 erfolgte der Börsengang des Unternehmens. Die Gesellschaft betrieb damals die Zechen Heinrich Gustav und Prinz von Preußen und hatte den noch nicht in Betrieb befindlichen Schacht Caroline erworben.
In den 1880er Jahren erwarb die HBAG die Zechen Gneisenau, Scharnhorst und Preußen im Dortmunder Norden. Im Jahre 1904 gesellte sich die Zeche Roland in Oberhausen dazu.

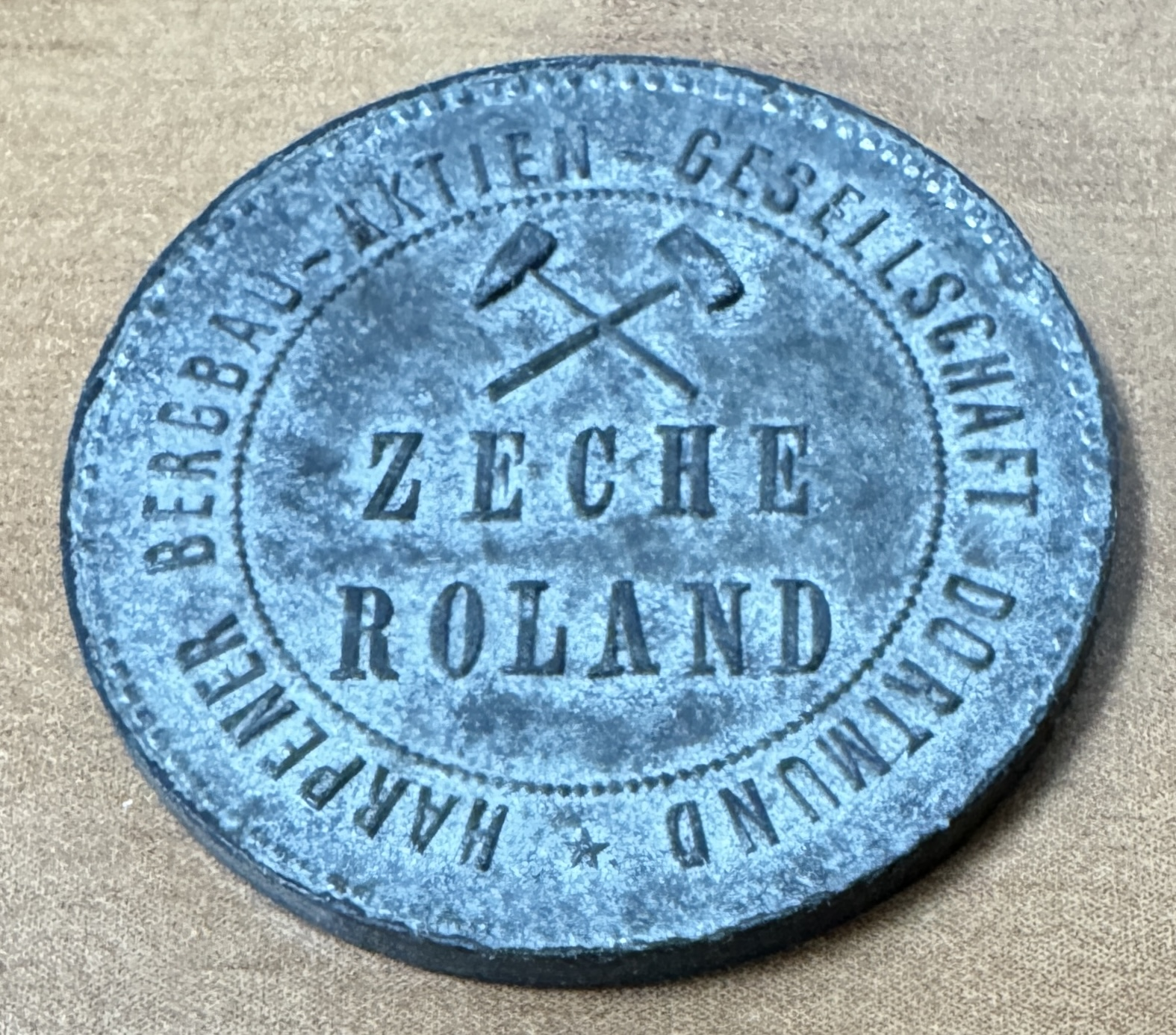
1 Mark 1916–1922 Notgeld-Münze der Dortmunder Zeche Roland Harperner Bergbau AG a

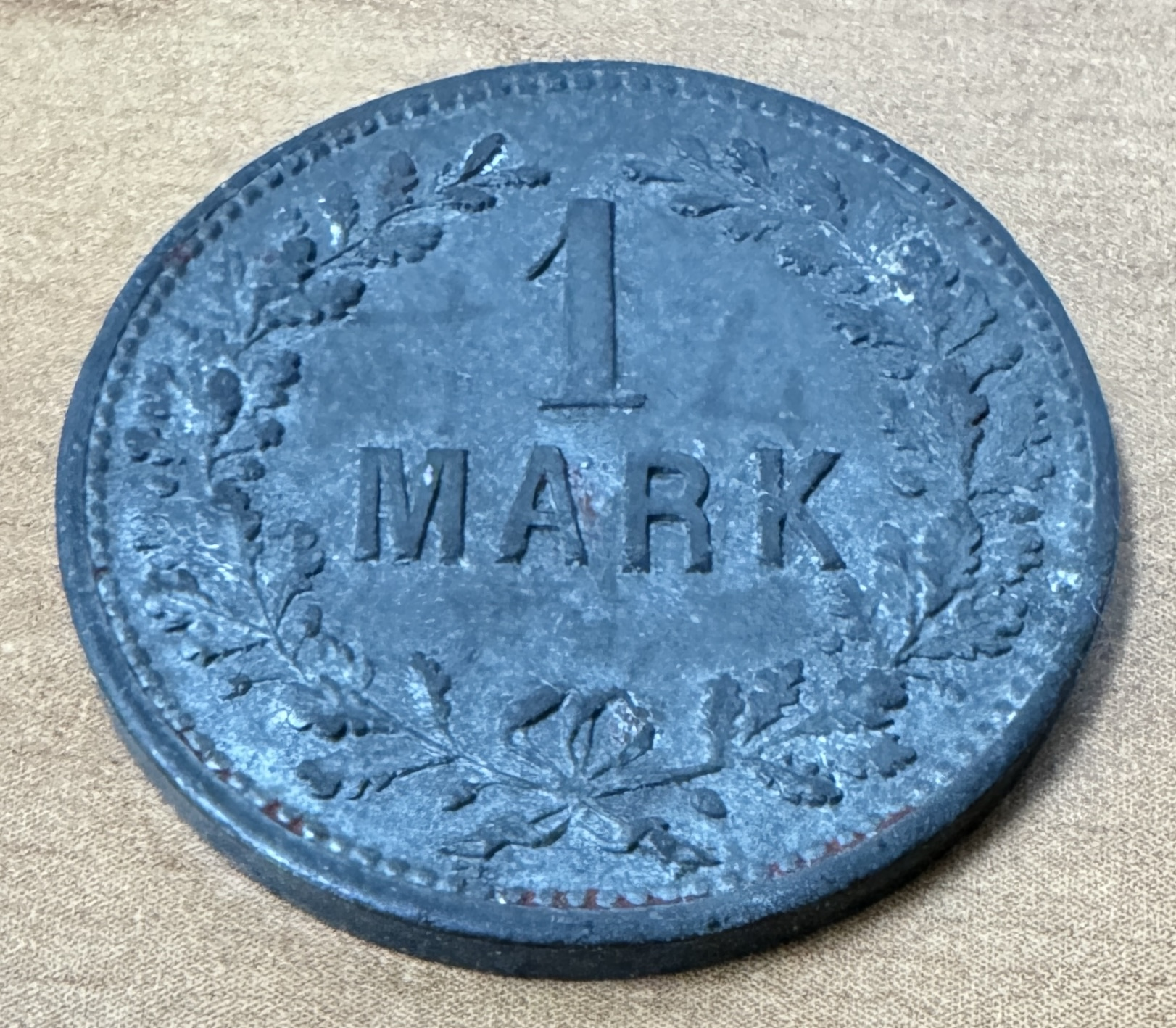
1 Mark 1916–1922 Notgeld-Münze der Dortmunder Zeche Roland Harperner Bergbau AG b

Erster Verwaltungsratsvorsitzender war Friedrich Wilhelm Müser. Ihm folgten sein Sohn Robert Müser sowie Eugen Kleine.
Im Zuge der Konsolidierung der deutschen Kohleförderung brachte Harpen seine Bergbauaktivitäten 1969 in die Ruhrkohle AG ein und konzentrierte sich auf die Verwaltung des Immobilienbesitzes, Logistik und Energiewirtschaft. 1992 übernahmen die Vereinigte Elektrizitätswerke Westfalen und die Westdeutsche Landesbank unter Friedel Neuber das Unternehmen. Durch die Fusion von VEW und RWE gelangte die Harpen AG zur RWE Power, die es zunächst als Kompetenzzentrum für Erneuerbare Energien führte.

## Aufteilung und Verkauf
Die ursprüngliche Sparte regenerative Energieerzeugung ist in der RWE-Kraftwerkssparte aufgegangen, der Bereich Fernwärme wurde der RWE Energy zugeschlagen. Seitdem betätigte sich das Unternehmen ausschließlich im Immobilienbereich.
Seit 2005 ist das Unternehmen nach einem Squeeze out nicht mehr an der Börse gelistet. Im Jahre 2006 wurden alle werthaltigen und entwicklungsfähigen Immobilien sowie das Recht zur Nutzung der Bezeichnung „Harpen“ an die neugegründete Harpen Immobilien GmbH & Co. KG verkauft. Dieses Unternehmen gehörte einem Konsortium aus Goldman Sachs (über den von ihnen verwalteten Whitehall Immobilienfonds) und Cerberus Capital Management. Alle nicht wirtschaftlich entwickelbaren Immobilien blieben zusammen mit dem Firmenmantel Harpen AG bei RWE. Da RWE das Namensrecht an „Harpen“ verkauft hatte, wurde die Harpen AG in GfV Gesellschaft für Vermögensverwaltung mbH umbenannt. Diese Firmierung besteht bis heute. Nachdem Whitehall und Cerberus den übernommenen Immobilienbestand weitestgehend verkauft hatten, wurde 2012 die Harpen Immobilien GmbH & Co. KG mit einem Restbestand an Immobilien an den Dortmunder Unternehmer Albrecht Knauf weiterverkauft und in Harpen Immobilien GmbH umfirmiert.
Die Harpen-Kerngeschäftsfelder sind heute die Bestandsverwaltung und die Projektentwicklung im gewerblichen Segment, insbesondere ausgerichtet auf Einzelhandels-, Büro- und Logistikimmobilien. Harpen verfügt neben dem Gewerbeimmobilienangebot noch immer über einen großen Grundstücksflächenbestand, der in gewerblicher und wohnbaulicher Hinsicht reaktiviert, entwickelt und bebaut wird.
Bekannt ist Harpen am Kapitalmarkt auch für seine endlos laufende Anleihe, die aufgrund ihres Modellcharakters auch in Finanzierungs-Kursen oft als Beispiel benutzt wird.